# Guided by Voices
Guided by Voices (GBV) és un grup de rock alternatiu nord-americà nascut a Dayton, Ohio que gira a l’entorn del seu creador Robert Pollard. Van ser influenciats per la música pop, rock progressiu, post-punk i punk rock, tenint el seu punt àlgid a l'escena americana de rock indie entre els anys 1986 i 2004.

## Història
El grup va patir nombrosos canvis de personal, amb només Pollard mantenint-se des de 1986 fins que GBV va fer un concert de comiat al Metro Club de Chicago el 31 de desembre de 2004 que va durar més de quatre hores i on van interpretar 63 cançons. El grup ho havia anunciat a traves de la seva pàgina web que el llançament a l'agost de Half Smiles Of The Decomposed seria el seu últim disc. Aquest concert ha estat documentat en el DVD The Electrifying Conclusion.
Tanmateix, a l'any 2010 el grup es va refundar i va publicar sis àlbums, entre ells Motivational Jumpsuit i Cool Planet, tots dos del 2014, abans de tornar a separar-se a mitjans de setembre d'aquell mateix any.

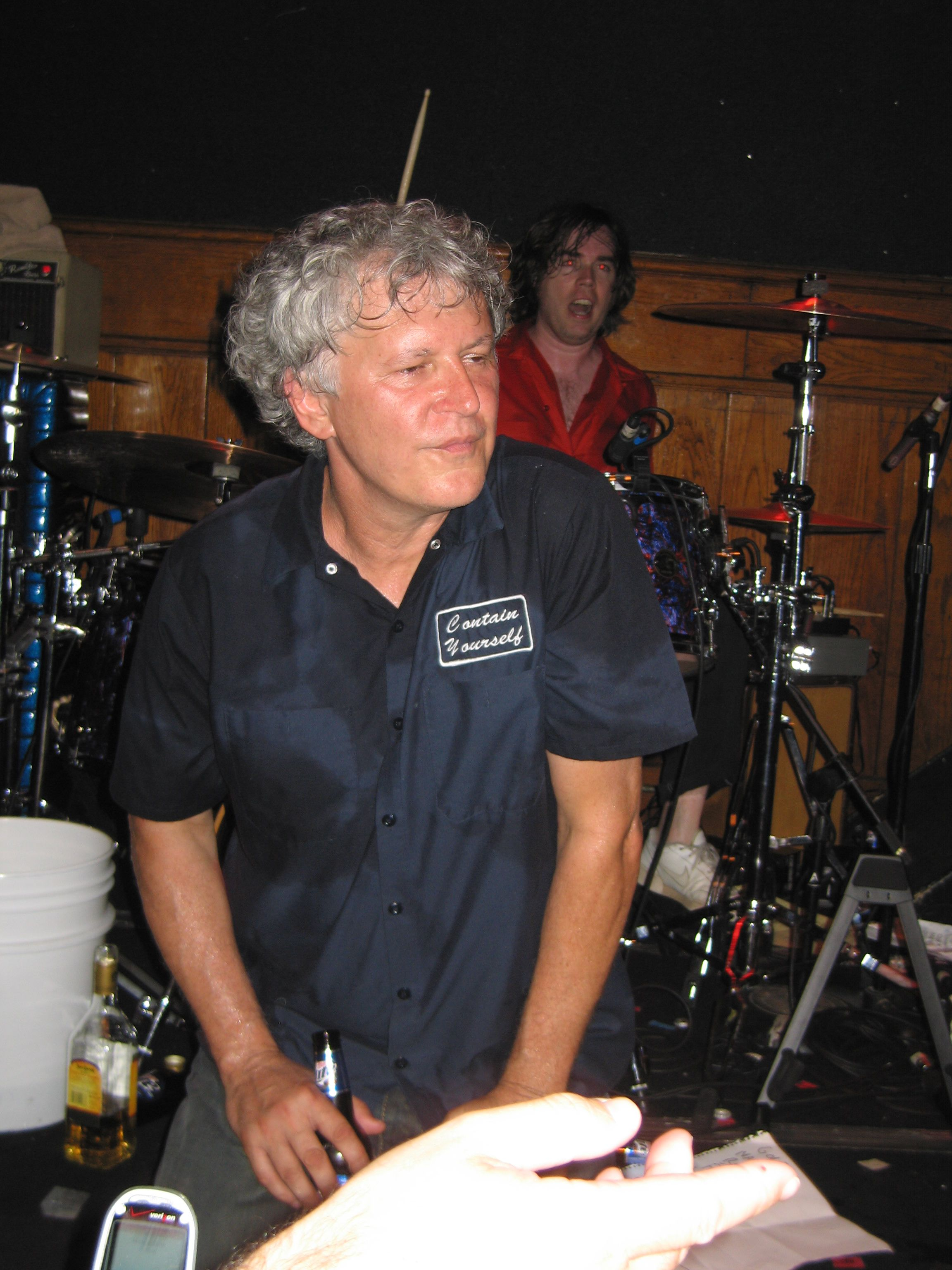
Robert Pollard de Guided by Voices

El febrer de 2016, a la pàgina oficial de Facebook, GBV va anunciar que al juny encapçalarien el festival Sled Island, i que un nou àlbum estava en marxa, en el qual Pollard tocaria tots els instruments. Pollard va confirmar posteriorment la nova formació de la banda que inclouria el bateria Kevin March juntament amb el baixista Mark Shue i els guitarristes Bobby Bare Jr. i Nick Mitchell. Aquest darrer va ser restituït al 2016 per l'antic membre Doug Gillard.
El gener de 2017, la banda va anunciar el seu primer àlbum doble August by Cake per al 7 d'abril de 2017 i la nova cançó, Hiking Skin. El mateix any van anunciar un nou àlbum titulat How Do You Spell Heaven. La banda també va llançar un nou senzill Just to Show You.
L’activitat de GBV ha continuat en els anys posteriors A més del seu treball amb Guided by Voices, Robert Pollard continua tenint una prolífica carrera en solitari amb 22 àlbums publicats fins ara. Amb prop de 3.000 cançons registrades al seu nom amb BMI, Pollard es troba entre els compositors més prolífics del seu temps. El 2006, la revista Paste el va classificar com el 78è compositor viu més gran i El 2007, va ser nominat al Premi de Música Shortlist.